# クレイジー・パーティー
『クレイジー・パーティー』（Office Christmas Party）は、2016年のアメリカ合衆国のコメディ映画。監督はジョシュ・ゴードンとウィル・スペック、主演はジェイソン・ベイトマン。日本では劇場公開されず、2017年4月2日にDVDが発売された。

## ストーリー
ゼノテック社シカゴ支社のCTOであるジョシュは、支社長のクレイとともに会社のクリスマスパーティー用の買い出しに赴いた。その間にクレイの姉である暫定CEOのキャロルが支社に現れ、四半期の目標が未達成であることを指摘する。キャロルは支社を閉鎖されたくなければ予算を削減しろと命じ、部下4割のリストラやボーナスカット、恒例行事のクリスマスパーティーの中止を言い渡す。クレイは部下と支社を守るため今日中に大口の契約を取ることを約束する。
クレイとジョシュは大手クライアントのウォルターを支社に招き、歓迎パーティーを兼ねてキャロルには秘密でクリスマスパーティーを開催してしまおうと計画する。派手好きのクレイは本物のトナカイや現金つかみ取りゲームなどを用意し社員とウォルターを楽しませようとするが、突如キャロルが現れパーティーでの浪費が見つかってしまう。キャロルはその場で支社の閉鎖を決定し、さらにジョシュを引き抜こうとしていたことを明らかにする。失望したクレイは麻薬の売人とともに街中へ姿を消してしまう。
キャロルとジョシュらは協力してクレイを探すが、発見された彼は既に異常な興奮状態に陥っていた。クレイは夜のシカゴを車で飛ばし「跳ね橋を飛んで見せる」と宣言する。しかしチャレンジは失敗し、クレイの車は街の送電線を破壊してしまった。シカゴの通信はことごとくダウンするが、ジョシュの部下であるトレイシーが回線を復旧させるアイデアを思いつく。パーティーで荒れ果てた職場に戻ったトレイシーは寄せ集めの機材を使い彼女が開発した新システムを起動し、見事回線の復旧に成功する。キャロルはトレイシーの新システムの成果を認め、支社の閉鎖を撤回することとなった。

## キャスト
※括弧内は日本語吹き替え
- キャロル - ジェニファー・アニストン（深見梨加）
- ジョシュ - ジェイソン・ベイトマン（松本保典）
- トレイシー - オリヴィア・マン（木下紗華）
- クレイ - T・J・ミラー（茶花健太）
- トリーナ - ジリアン・ベル（小若和郁那）
- ウォルター - コートニー・B・ヴァンス（高岡瓶々）
- メアリー - ケイト・マッキノン（安永亜季）
- ジェレミー - ロブ・コードリー（豊富満）
- ケルシー - クロエ・ヴェッパー（きそひろこ）
- カーラ - ダヴァイン・ジョイ・ランドルフ（斉藤貴美子）
- アリソン - ヴァネッサ・ベイヤー
- ネイト - カラン・ソーニ
- ジョエル - サム・リチャードソン
- ランディ - ランドール・パーク
- サバンナ - アビー・リー
- メーガン - ジェイミー・チャン
- ジョシュ - マット・ウォルシュ
- 医師 - ベン・ファルコーン